# Stadionul Milcovul
Stadionul Milcovul  este un stadion multifuncțional din Focșani, România. În prezent, este folosit în principal pentru meciuri de fotbal și găzduiește clubul CSM Focșani. Numele stadionului vine de la Râul Milcov. Capacitatea este de 8.500 de persoane.